# Ramona Portwich
Ramona Portwich (* 5. Januar 1967 in Rostock) ist eine ehemalige deutsche Kanutin und derzeitige Kanutrainerin.

## Karriere
Die Kanurennsportlerin gewann bei den Olympischen Spielen in Seoul 1988 die Goldmedaille im Vierer-Kajak (mit Birgit Schmidt, Anke Nothnagel und Heike Singer) über 500 m für die DDR, bei den Olympischen Spielen in Barcelona 1992 die Silbermedaille im Kajak-Vierer (mit Birgit Fischer, Katrin Borchert und Anke von Seck) über 500 m, und die Goldmedaille im Zweier-Kajak (mit Anke von Seck), und bei den Olympischen Spielen in Atlanta 1996 die Goldmedaille im Vierer-Kajak (mit Birgit Fischer, Manuela Mucke und Anett Schuck) über 500 m und die die Silbermedaille im Zweier-Kajak (mit Birgit Fischer) über 500 m.
Neben den olympischen Erfolgen wurde Ramona Portwich 13-mal Weltmeisterin und ist damit eine der erfolgreichsten Kanutinnen überhaupt. Für ihren Olympiasieg 1988 in Seoul wurde sie mit dem Vaterländischen Verdienstorden in Gold ausgezeichnet.
Für ihre sportlichen Erfolge erhielt sie am 23. Juni 1993 das Silberne Lorbeerblatt.
In ihrer aktiven Laufbahn trat sie zuletzt für den Kanu-Club Limmer aus Hannover an. 1997 beendete sie ihre Karriere und ist seitdem als Trainerin tätig.

## Auszeichnungen
- Trägerin des Silbernen Lorbeerblattes